# Glande lacrymale
b = Point lacrymal supérieur
c = Canal lacrymal supérieur
d = Sac lacrymal
e = Point lacrymal inférieur
f = Canal lacrymal inférieur
g = Canal nasolacrymal
Les glandes lacrymales (à ne pas confondre avec les glandes de Meibomius) sont des glandes exocrines qui font partie du système lacrymal ayant pour but de produire et d'évacuer les larmes. Elles assurent une hydratation permanente de la cornée et filtrent le sang.

## Anatomie des glandes lacrymales
L'appareil lacrymal comporte 2 types de glandes lacrymales. On distingue la glande lacrymale principale, située en arrière du bord supérieur de l'orbite, et les glandes lacrymales accessoires, situées dans la conjonctive :
- La glande lacrymale principale assure la sécrétion réflexe des larmes. Ces larmes sont provoquées par une vive émotion ou une irritation causée par exemple par le vent, une lumière trop forte, une poussière ;
- Les glandes lacrymales accessoires entrent dans l'élaboration du liquide lacrymal.

La glande lacrymale est irriguée par l'artère lacrymale, un rameau de l'artère ophtalmique; par la veine lacrymale le sang veineux se déverse dans la veine ophtalmique supérieure. Avant de se rendre aux ganglions parotidiens, les lymphatiques contournent le rebord de l'orbite.
Les nerfs proviennent du nerf  lacrymal, qui est un rameau du nerf ophtalmique (V1).

## Glandes lacrymales et larmes
Pour fabriquer les larmes, les glandes lacrymales filtrent le sang apporté par des capillaires. Ces larmes sont ensuite envoyées sur l'œil pour l'hydrater, le lubrifier et le protéger. Les larmes sont salées, à hauteur de 14 g/l de chlorure de sodium. 

L'appareil lacrymal est constitué des glandes lacrymales qui sécrètent les larmes et le liquide lacrymal, et d'un système de drainage, les voies lacrymales.

Le canal lacrymonasal évacue, par l'intermédiaire du sac lacrymal les larmes et impuretés vers l'intérieur du nez. 
Lors d'une grosse crise de larmes, les larmes s'écoulent par les yeux et par le nez. C'est pour cette raison que l'on a besoin de se moucher ou d'avaler.

### Fonctions antimicrobiennes
Les larmes contiennent des substances naturelles antimicrobiennes : antibactériennes, antifongiques et antivirales. 
Ceci explique que les infections bactériennes et fongiques de l'œil sont rares. 
Mais certains virus à ARN enveloppés (ex : virus de l'herpès simplex de type 1 [HSV-1] ; virus de l'influenza aviaire, dont notamment A H7N7, certains coronavirus dont le SARS-CoV-2 responsable de la COVID-19) et certains virus non enveloppés (ex : entérovirus, adénovirus) infectent assez facilement la conjonctive (provoquant une conjonctivite). 
La réplication du HSV-1 a été démontrée ex vivo dans des cultures d'explants de tissu oculaire humain et des virus de la grippe pandémique H1N1. Selon les études, de 0,9% à 31,6% des patients infectés par le SRAS-CoV-2 ont déclaré une conjonctivite, et bien qu'un faible nombre d'échantillons conjonctivaux aient été analysés et/ou trouvés positifs pour l'ARN du SRAS-CoV-2, la possibilité d'une infection de la conjonctive par ce virus semble avérée, et elle serait même plus fréquente que pour le SRAS-CoV-1 (dans les mêmes cadres expérimentaux normalisés). Ceci est un peu surprenant car on considérait jusqu'alors que le tissu conjonctival ne contenait pas les récepteurs de l'enzyme de conversion de l'angiotensine 2 (ACE2, réputés nécessaires à l'infection par le SARS-CoV-2). Ex vivo, des preuves claires d'infections ont cependant été apportées mi-2020  (ce qui signifie que l'ACE2 existe sur la muqueuse conjonctive qui doit alors être réexaminée, ou que d'autres récepteurs pour le virus existent pour ce virus.

### Deux types de larmes
Les glandes lacrymales sécrètent 2 types de larmes :
1. les larmes réflexes : le système nerveux peut informer les glandes lacrymales d'un danger pour la cornée, par exemple une poussière. Par réflexe, les glandes vont sécréter des larmes pour nettoyer la cornée. 
Les cellules de l'oignon contiennent une molécule volatile (l'oxyde de propanethial) qui excite ce système. C'est la raison pour laquelle on pleure à la découpe d'un oignon.
2. les larmes émotionnelles : ce type de larmes est sécrété lors d'une vive émotion. Bien que l'on ne connaisse pas leur origine, on sait qu'elles contiennent des protéines et des hormones qui procureraient une sensation d'apaisement et donc elles permettraient de nous calmer.

## Pathologie des glandes lacrymales
Lorsque les voies lacrymales sont rétrécies ou obstruées, l'évacuation des larmes est plus difficile, ce qui entraîne un larmoiement permanent. À préciser que tous les larmoiements ne sont pas dus à une obstruction de voies lacrymales. Si l'obstruction est avérée, on a alors recours à une intervention chirurgicale pour déboucher les voies.
La sécheresse oculaire est également une pathologie répandue. Quatre millions de Français sont victimes de cette pathologie. La cause de cette pathologie peut être liée à un dysfonctionnement des glandes lacrymales qui ne remplissent plus leur fonction. Ce dysfonctionnement est notamment dû à la vieillesse. La solution est d'utiliser des collyres sans conservateur, également appelés larmes artificielles. Si le problème persiste, il faut consulter un ophtalmologue. 